# Medal Marynarki Wojennej
Medal Marynarki Wojennej (niderl. Marinemedaille) – holenderskie odznaczenie wojskowe.

## Historia
Odznaczenie zostało ustanowione dekretem z dnia 18 stycznia 1985 roku dla wyróżnienia marynarzy i żołnierzy holenderskiej Królewskiej Marynarki Wojennej, biorących udział w operacjach wojskowych poza krajem pod egidą ONZ, NATO oraz na terytoriach zamorskich Holandii. Dekret o jego ustanowieniu był uzupełniany dekretami z 24 października 2002 roku i 12 lipca 2017 roku, które uaktualniały go do wykonywanych przez holenderska Marynarkę Wojenną zadań.

## Zasady nadawania
Odznaczenie jest nadawane członkom holenderskiej Królewskiej Marynarki Wojennej – marynarzom, pilotom lotnictwa morskiego, żołnierzom korpusu piechoty morskiej, w szczególności:
- marynarzom, pilotom lotnictwa morskiego i żołnierzom jednostek operacyjnych piechoty morskiej, którzy służyli co najmniej 36 miesięcy, w okresach co najmniej 30-dniowych, na okrętach marynarki wojennej, w eskadrach myśliwskich i jednostkach operacyjnych piechoty morskiej, a ponadto:
  - przez co najmniej 6 miesięcy służyli na okrętach przydzielonych do Stałych Sił Morskich Atlantyku, Stałych Sił Morskich Kanału La Manche, Stałych Sił Morskich Morza Śródziemnego lub uczestniczących w operacji NATO „Matchmarker”
  - przez co najmniej 6 miesięcy służyli w jednostkach operacyjnych marynarki wojennej na terytorium Antyli Holenderskich, Nowej Gwinei Holenderskiej oraz Gujany Holenderskiej, a także służyli przez taki sam okres na tych terytoriach w innych rodzajach holenderskich sił zbrojnych
- także marynarzom i żołnierzom, którzy przez co najmniej 72 miesiące w okresach co najmniej 30-dniowych służyli na okrętach Marynarki Wojennej, eskadrach lotnictwa morskiego i jednostkach operacyjnych piechoty morskiej
- służba oficerów w sztabach jednostek operacyjnych jest traktowana równorzędnie z służbą operacyjną, o ile spełnia ona pozostałe warunki

## Opis odznaki
Odznaka medalu wykonana jest z metalu w kolorze brązu w postaci krążka o średnicy 35 mm.
Na awersie znajduje się mapa półkuli zachodniej, w środku której znajduje się godło holenderskiej Królewskiej Marynarki Wojennej: kotwica nad którą znajduje się korona królewska.
Na rewersie odznaki znajduje się herb Holandii.
Medal zawieszony jest na wstążce o szerokości 27 mm, w czterech kolorach, od prawej pasek o szer. 4 mm koloru zielonego, następnie ciemnoniebieski o szer. 7,5 mm, jasnoniebieski szer. 4 mm, ciemnoniebieski szer. 7,5 mm i żółty szer. 4 mm.